# Philosophicum Lech
Philosophicum Lech er en konference i den østrigske bjerglandsby Lech i delstaten Vorarlberg. Hvert år på dette tværfaglige symposium forhandles et aktuelt og i bredeste forstand et filosofisk emne med foredrag og diskussioner.

## Organisation
Philosophicum Lech, der blev afholdt for første gang i 1997, ser sig selv som et overnationalt center for filosofisk, kulturel og samfundsvidenskabelig refleksion, diskussion og møde. Den videnskabelige direktør for konferencen er den østrigske filosof Konrad Paul Liessmann. Der udgives referater fra de enkelte år på forlaget Zsolnay Verlag.
Talere har bl.a. været Norbert Bolz, Reinhard Brandt, Rudolf Burger, Norbert Hoerster, Michael Köhlmeier, Robert Menasse, Natias Neutert, Rüdiger Safranski, Franz Schuh, Peter Sloterdijk, Robert Spaemann, Aleksandar Tišma, Ernst Tugendhat og Richard David Precht.
Siden 2009 har Philosophicum hvert år tildelt Tractatus-prisen for filosofiske essays.

## Publikationer
- Faszination des Bösen. Über die Abgründe des Menschlichen. 1997, ISBN 3-552-04892-8.
- Im Rausch der Sinne. Kunst zwischen Animation und Askese. 1998, ISBN 3-552-04918-5.
- Die Furie des Verschwindens. Über das Schicksal des Alten im Zeitalter des Neuen. 1999, ISBN 3-552-04964-9.
- Der Vater aller Dinge. Nachdenken über den Krieg. 2000, ISBN 3-552-05156-2.
- Der listige Gott. Über die Zukunft des Eros. 2001, ISBN 3-552-05189-9.
- Die Kanäle der Macht. Herrschaft und Freiheit im Medienzeitalter. 2002, ISBN 3-552-05224-0.
- Ruhm, Tod und Unsterblichkeit. Über den Umgang mit der Endlichkeit. 2003, ISBN 3-552-05299-2.
- Der Wille zum Schein. Über Wahrheit und Lüge. 2004, ISBN 3-552-05339-5.
- Der Wert des Menschen. An den Grenzen des Humanen. 2005, ISBN 3-552-05374-3.
- Die Freiheit des Denkens. 2006, ISBN 3-552-05402-2.
- Die Gretchenfrage. "Nun sag', wie hast du's mit der Religion?" 2007, ISBN 978-3-552-05431-8.
- Geld. Was die Welt im Innersten zusammenhält? 2008, ISBN 978-3-552-05458-5.
- Vom Zauber des Schönen. Reiz, Begehren und Zerstörung. 2009, ISBN 978-3-552-05495-0.
- Der Staat. Wie viel Herrschaft braucht der Mensch? 2010, ISBN 978-3-552-05530-8.
- Die Jagd nach dem Glück – Perspektiven und Grenzen guten Lebens. 2011, ISBN 978-3-552-05566-7.
- Tiere. Der Mensch und seine Natur. 2012, ISBN 978-3-552-05602-2.
- Ich. Der Einzelne in seinen Netzen. 2013, ISBN 978-3-552-05674-9.

## Weblinks
- Erschienene Literatur in der Reihe Philosophicum Lech i det tyske nationalbiblioteks katalog
- Philosophicum Lech - officiel hjemmeside